# Baadsters
Onder de naam Baadsters zijn verschillende schilderijen bekend van de Franse kunstschilder Paul Cézanne met voorstellingen van badende vrouwen en (soms) mannen.

## Lijst
| Afbeelding | Titel                                    | Jaar            | Materiaal, grootte                 | Museum of collectie                                |
| ---------- | ---------------------------------------- | --------------- | ---------------------------------- | -------------------------------------------------- |
|            | Baders                                   | circa 1870      | olieverf op linnen, 33 x 40        | Privécollectie                                     |
|            | Baadsters                                | circa 1874-1875 | olieverf op linnen, 38 x 46        | Metropolitan Museum of Art in New York             |
|            | Drie Baadsters                           | 1874-1875       | olieverf op doek, 19 x 22          | Musée d'Orsay in Parijs                            |
|            | Drie Baadsters                           | 1876-1877       | olieverf op doek                   |                                                    |
|            | Vijf baders                              | 1876-1877       | olieverf op doek, 24 x 25 cm       | Metropolitan Museum of Art in New York             |
|            | Baders                                   | 1876-1877       | olieverf op doek, 14 x 19 cm       | Privécollectie                                     |
|            | De bader met uitgestrekte armen          | 1877-1878       | olieverf op doek, 33 × 24 cm       | particuliere collectie, Zürich                     |
|            | Vier baadsters                           | 1877-1878       | olieverf op linnen, 38 × 46 cm     | particuliere collectie                             |
|            | Drie badende vrouwen                     | 1879-1882       | olieverf op doek, 52 × 55 cm       | Musée du Petit-Palais in Parijs                    |
|            | Baders                                   | 1879-1880       | olieverf op doek, 34,5 × 38 cm     | Detroit Institute of Fine Arts, Detroit (Michigan) |
|            | Baders                                   | circa 1880      | olieverf op linnen, 35 × 39,5 cm   | privécollectie, Zwitserland                        |
|            | Baadsters                                | 1883            | olieverf op doek, 28,5 × 51 cm     | Museum Langmatt, Baden, Zwitserland                |
|            | De Bader                                 | circa 1885      | olieverf op doek 127 x 96,8 cm     | Metropolitan Museum of Art in New York             |
|            | Baders                                   | circa 1890      | olieverf op doek, 60 x 81          | Musée d'Orsay in Parijs                            |
|            | Baadsters                                | ca. 1890        | olieverf op doek, 28 x 44 cm       | collectie Musée Granet in Aix-en-Provence          |
|            | Baadsters                                | 1890            | olieverf op doek, 28 x 44 cm       | Musée d'Orsay, Parijs,                             |
|            | Baders                                   | 1890-1892       | olieverf op doek, 54,3 x 66 cm     | Saint Louis Art Museum in Saint Louis, Missouri    |
|            | Baadsters                                | 1890-1894       | olieverf op doek, 26 × 40 cm       | Hermitage in St. Petersburg                        |
|            | Baadsters                                | 1892-1894       | olieverf op doek, 50 × 60 cm       | Musée d'Orsay in Parijs                            |
|            | Baadsters                                | 1894-1905       | olieverf op doek, 127 × 196 cm     | National Gallery in Londen                         |
|            | Baadsters                                | ca. 1895        | olieverf op doek, 127 × 196 cm     | Ordrupgaard in Charlottenlund (Denemarken)         |
|            | Baders                                   | 1898-1905       | olieverf op linnen, 47 × 77 cm     | Philadelphia Museum of Art                         |
|            | Baders                                   | 1899-1900       | olieverf op doek, 22x33            | Musée d'Orsay in Parijs                            |
|            | Baadsters                                | 1899-1904       | olieverf op doek, 51,3 x 61,7 cm   | Art Institute of Chicago in Chicago                |
|            | Grote baadsters (Les grandes baigneuses) | mei 1900        | olieverf op doek, 82 x 101,2 cm    | The Barnes Foundation in Merion, Pennsylvania      |
|            | Vijf baders                              | 1900-1904       | olieverf op doek, 42,2 x 55 cm     | Musée d'Orsay, Parijs,                             |
|            | Baders                                   | 1900-1905       | olieverf op linnen, 73 × 92 cm     | privécollectie                                     |
|            | Baders                                   | 1900-1905       | olieverf op linnen, 59 × 80 cm     | Chicago Art Institute                              |
|            | De grote baadsters                       | 1906            | olieverf op doek, 210,5 x 250,8 cm | Philadelphia Museum of Art in Philadelphia         |

## Tentoonstellingen
In 1995 was er een tentoonstelling van Paul Cézanne in het Grand Palais in Parijs met diverse schilderijen van de baadsters, die daarna te zien was in de Tate Gallery in Londen.
In 2009 was er een tentoonstelling van Paul Cézanne in Philadelphia Museum of Art in Philadelphia in de Verenigde Staten van Amerika.
Stilleven met zwarte klok (1869-1870) · Une moderne Olympia (1873) · Drie Baadsters (1874-1875) · Zelfportret voor vaalrode achtergrond (1875) · Fruitschaal, glas en appels (1880) · Zelfportret met hoed (1879-1882) · De Bader (1885) · De Golf van Marseille gezien vanaf L'Estaque (1885) · Harlekijn (1888-1890) · Mardi Gras (Cézanne) (1888-1890) · Madame Cézanne sur une chaise jaune (1888-1890) · Mand met appelen (1893) · Stilleven met appels (1893-1894) · De kaartspelers (1893-1896)  · De grote baadsters (1906) · Baadsters (reeks) · Mont Sainte-Victoire (reeks)